# Nicky Weaver
Nicholas James Weaver est un footballeur anglais né le 2 mars 1979 à Sheffield qui évolue au poste de gardien de but entre 1995 et 2014. Il est actuellement entraîneur des gardiens de Sheffield Wednesday.
Weaver commence sa carrière à Mansfield Town avant de signer en 1997 à Manchester City. Il gagne le statut de héros du club en 1999 en arrêtant le tir au but décisif lors de la finale des barrages de Second Division face à Gillingham. Il remporte une seconde promotion avec City la saison suivante pour accéder à la Premier League, et connaît une dernière promotion en 2002 après que le club soit descendu l'année précédente. Par la suite, il sert de doublure à de nombreux gardiens, tels que Peter Schmeichel, David Seaman et David James. Après dix ans à Manchester City, il quitte le club et fait ensuite des apparitions pour Sheffield Wednesday, Charlton Athletic, Dundee United et Aberdeen.

## Biographie
Le 15 juillet 2013 il rejoint l'Aberdeen Football Club

## Palmarès

### Manchester City
- 2002 : Champion de Championship (D2)